# Hypalastoroides macrocephalus
Hypalastoroides macrocephalus är en stekelart som först beskrevs av Edoardo Zavattari 1911.
Hypalastoroides macrocephalus ingår i släktet Hypalastoroides och familjen Eumenidae. Inga underarter finns listade i Catalogue of Life.